# (27723) 1990 QA
(27723) 1990 QA là một tiểu hành tinh vành đai chính. Nó được phát hiện bởi Robert H. McNaught ở Đài thiên văn Siding Spring ở Coonabarabran, New South Wales, Australia, ngày 19 tháng 8 năm 1990.